# 국민장
국민장(國民葬)은 「국장·국민장에 관한 법률」(제정 법률 제1884호 1967년 1월 16일)에 따라 대한민국 정부가 공식 주관하는 장례 의전 가운데 하나였다. 과거 정부가 공식 주관했던 장례의식은 국장(國葬)과 국민장 두 가지로 구분하였으나, '국가장법'(전부개정 법률 제10741호 2011년 5월 30일) 시행령에 따라 국가장으로 통합되면서 폐지되었다.

## 개요
국장이나 국민장은 대통령의 직에 있었던 자 국가 또는 사회에 현저한 공훈을 남김으로써 국민의 추앙을 받은 자가 서거한 때에는 주무부장관의 제청으로 국무회의의 심의를 거쳐 대통령이 결정하는 바에 따라 이를 국장 또는 국민장으로 할 수 있다.
국장일 경우 소요되는 비용은 그 전액을 국고에서 부담하고 국민장의 경우 소요되는 비용은 국무회의의 심의를 거쳐 그 일부를 국고에서 보조할 수 있다.
국장은 장의 기간 내내 조기를 달고 장례일 당일 관공서는 휴무하지만, 국민장은 당일만 조기를 달고 관공서 휴무는 없다. 국장과 국민장 모두 주무부처인 행정자치부 장관의 제청과 국무회의 심의, 대통령 재가를 거쳐 결정된다.

## 국민장, 또는 민주국민장으로 장례가 치러진 사람
- 1949년 7월 5일 - 김구, 전 독립운동가, 전 임시정부 주석
- 1953년 4월 17일 - 이시영, 초대 부통령
- 1955년 2월 4일 - 김성수, 전 독립운동가 겸 교육자, 제2대 부통령
- 1956년 5월 5일 - 신익희, 전 독립운동가, 민주당 제3대 대통령 후보
- 1960년 2월 15일 - 조병옥, 전 독립운동가, 민주당 제4대 대통령 후보
- 1964년 10월 24일 - 함태영, 전 독립운동가 겸 목회자, 제3대 부통령
- 1966년 6월 12일 - 장면, 제4대 부통령, 제2대·7대 국무총리, 제1대 주미한국대사
- 1969년 8월 1일 - 장택상, 제1대 외무장관·제3대 국무총리
- 1972년 5월 11일 - 이범석, 전 광복군 중장, 초대 국무총리
- 1974년 8월 19일 - 육영수, 당시 박정희 대통령의 영부인
- 1983년 10월 13일 - 아웅산묘역 폭탄테러사건 희생자[1]
- 1987년 7월 5일 - 이한열 열사, 민주화 운동가
- 1989년 5월 8일 - 이방자, 의민황태자비
- 2006년 10월 26일 - 최규하, 전 외무부 장관, 전 국무총리, 대통령 권한대행, 제10대 대통령
- 2009년 5월 29일 - 노무현[2], 전 변호사, 전 해양수산부 장관, 제16대 대통령

## 같이 보기
- 국가장
- 국장 (장례)
- 고 노무현 전 대통령 국민장
- 고 최규하 전 대통령 국민장
- 고 장면 전 부통령 국민장